# 1699 Honkasalo
1699 Honkasalo è un asteroide della fascia principale. Scoperto nel 1941, presenta un'orbita caratterizzata da un semiasse maggiore pari a 2,2112618 UA e da un'eccentricità di 0,1655291, inclinata di 1,97114° rispetto all'eclittica.
L'asteroide era stato inizialmente battezzato 1699 Honkaselo per poi essere corretto nella denominazione attuale.
L'asteroide è dedicato al geografo finlandese Tauno Bruno Honkasalo.